# Danny Oakes
Danny Oakes (Santa Barbara, Californië, 18 juli 1911 - 13 januari 2007) was een Amerikaans autocoureur. In 1953 en 1954 schreef hij zich in voor de Indianapolis 500, die allebei ook onderdeel uitmaakten van het Formule 1-kampioenschap. Voor beide races wist hij zich echter niet te kwalificeren. In 1996 werd hij geïntroduceerd in de National Midget Auto Racing Hall of Fame.